# Jaguares XV
Jaguares XV fue una franquicia profesional de rugby con sede en Buenos Aires, Argentina, y que compitió en la Súper Liga Americana de Rugby, máxima competición de América del Sur. Esta franquicia fue creada por la Unión Argentina de Rugby con el objetivo de eliminar la brecha de competitividad que existía entre Jaguares (el equipo principal, compuesto en gran parte por jugadores de Los Pumas) y Argentina XV, el seleccionado argentino "B". 
Jaguares XV participó originalmente de la Currie Cup de Sudáfrica en 2019, pero debido al impacto de la pandemia de COVID-19 en 2020, debió abandonar el torneo de forma definitiva, pasando a competir en la Súper Liga Americana de Rugby a partir de 2021. Debido a la reorganización de las competencias del rugby sudamericano de equipos y con el nacimiento del nuevo Super Rugby Americas en 2023, Jaguares XV se desdobló y fue reemplazado por dos nuevas franquicias: Dogos XV y Pampas.

## Historia

### Creación (2018)
Ante la necesidad de formar la mayor cantidad de jugadores que puedan competir de buena manera en las diferentes competencias de alto nivel en las que participa Argentina, tales como el Rugby Championship y el Super Rugby, la Unión Argentina de Rugby (UAR) decide crear una nueva franquicia profesional para cubrir la brecha existente entre el profesionalismo y las selecciones argentinas de menor nivel como Argentina XV, siguiendo el ejemplo dado años atrás por el elenco de Pampas XV, franquicia argentina que participó en la extinta Vodacom Cup. El destino de esta nueva franquicia sería la Currie Cup, el principal torneo local en Sudáfrica, el certamen nacional más antiguo en la historia del rugby y sólo un eslabón detrás del Super Rugby, donde actuaba el seleccionado principal de los Jaguares. En diciembre de 2018, el presidente de la UAR, Marcelo Rodríguez, confirmó el ingreso de una franquicia argentina en el torneo sudafricano tras exitosas negociaciones con la Unión Sudafricana de Rugby (SARU), la cual comenzaría a participar en 2019.
El 2 de abril de 2019, la UAR oficializó el nombre de la nueva franquicia: Jaguares XV, alineándose con la establecida marca Jaguares y utilizando jugadores del rugby local argentino que no participen del Rugby Championship. Además, se anunció que la nueva franquicia comenzaría a participar en la Currie Cup First Division, la segunda división del prestigioso torneo.

### Currie Cup (2019-2020)
Del 6 de julio al 31 de agosto de 2019, Jaguares XV participó por primera vez en una competencia oficial, la Currie Cup First Division, segunda división de la prestigiosa Currie Cup sudafricana. El plantel estuvo compuesto principalmente por jugadores de Argentina XV, reforzado por varios jugadores de Jaguares que actuaron en la temporada del Super Rugby, utilizando como base a la ciudad de Potchefstroom, Provincia del Noroeste.
Jaguares XV ganó el torneo en su primera temporada de forma invicta, ganando sus siete encuentros durante la fase regular e imponiéndose 37-29 en semifinales ante Gauteng Falcons y 27-13 en la final contra Northern Free State Griffons. Sin embargo, a pesar de estos resultados, la SARU suspendió de forma temporaria los ascensos, por lo que Jaguares XV no pudo disputar el partido de promoción por el ascenso. Posteriormente, los Griffons disputaron el partido de promoción en su lugar por ser el equipo sudafricano mejor ubicado, cayendo 49-5 ante Mpumalanga Pumas.
Jaguares XV no tuvo actividad oficial durante 2020 debido al impacto de la pandemia de COVID-19 alrededor del mundo, con la temporada 2020 de la Currie Cup First Division siendo cancelada de forma definitiva.

### Superliga Americana de Rugby (2021-2022)
En enero de 2021, la Súper Liga Americana de Rugby anunció a Jaguares XV como la nueva franquicia argentina que  participaría del torneo, reemplazando de forma definitiva a Ceibos, la franquicia con base en Córdoba. La Unión Argentina de Rugby decidió dar de baja a Ceibos de forma unilateral, argumentando incumplimientos en el contrato y cambios en los términos del torneo. Uno de los motivos que llevaron a la UAR a incorporar a Jaguares XV en el torneo fue la disolución de Jaguares, la principal franquicia argentina del Super Rugby que vio su participación en el prestigioso torneo truncada debido al impacto de la pandemia de COVID-19. Ante la necesidad de mantener la marca "Jaguares", además de sostener patrocinadores y contratos existentes, la UAR decidió priorizar la inclusión de Jaguares XV en el torneo.
Jaguares XV participó de la SLAR durante dos temporadas, ganando su primera temporada de forma invicta con puntaje ideal (12 victorias con punto bonus), derrotando 36-28 en la final a Peñarol de Uruguay y convirtiéndose en el primer campeón en la historia del torneo. En su segunda temporada, Jaguares XV utilizó un plantel altamente renovado y joven, finalizando la temporada en el 3.º puesto y perdiendo su primer partido oficial ante Selknam de Chile, tras 21 victorias consecutivas.

### Disolución
El 23 de diciembre de 2022, se anunció de forma oficial que la Super Liga Americana de Rugby pasaría a ser conocida como Súper Rugby Américas y, como parte de este cambio, Jaguares XV dejaría de formar parte del torneo. La Unión Argentina de Rugby decidió reemplazar a Jaguares XV con dos nuevas franquicias basadas en dos regiones distintas: Pampas en Buenos Aires y Dogos XV en Córdoba. Esto se dio en concordancias con los objetivos originales de UAR, con la proyección de agregar más franquicias regionales en el futuro.
Hubo planes por parte de la UAR de reinsertar a Jaguares XV en la Currie Cup sudafricana a partir de 2022, disputando el torneo en la segunda mitad del año. A pesar de esto, estos planes no se llegaron a materializar, ya que la SARU decidió alinearse con el calendario europeo, mientras que la UAR pasó a priorizar la competencia sudamericana.

## Participación en torneos

### Currie Cup First Division
| Temporada | PJ | PG | PE | PP | AF  | AC  | Dif. | Reg. | Pts. | Clasificación final |
| --------- | -- | -- | -- | -- | --- | --- | ---- | ---- | ---- | ------------------- |
| 2019      | 9  | 9  | 0  | 0  | 547 | 161 | +386 | 1.º  | 44   | Campeón             |

### Súper Liga Americana de Rugby
| Temporada | PJ | PG | PE | PP | AF  | AC  | Dif. | Reg. | Pts. | Clasificación final |
| --------- | -- | -- | -- | -- | --- | --- | ---- | ---- | ---- | ------------------- |
| 2021      | 12 | 12 | 0  | 0  | 636 | 182 | +454 | 1.º  | 60   | Campeón             |
| 2022      | 11 | 6  | 0  | 5  | 332 | 226 | +106 | 3.º  | 32   | Semifinalista (3.º) |

## Palmarés
- Currie Cup First Division (1): 2019 (campeón invicto)

- Súper Liga Americana de Rugby (1): 2021 (campeón invicto)

### Otros
- Challenge Cup of the Americas 2022 (campeón invicto)

## Resultados contra otros rivales
- Actualizado a últimos partidos disputados al 18 de junio de 2022

| Oponente            | Jugados | Ganados | Empatados | Perdidos | % de victorias | Mejor resultado |
| ------------------- | ------- | ------- | --------- | -------- | -------------- | --------------- |
| American Raptors    | 1       | 1       | 0         | 0        | 100.0%         | 69-0            |
| Boland Cavaliers    | 1       | 1       | 0         | 0        | 100.0%         | 54-17           |
| Border Bulldogs     | 1       | 1       | 0         | 0        | 100.0%         | 78-12           |
| Cafeteros Pro       | 4       | 4       | 0         | 0        | 100.0%         | 80-7            |
| Cobras Brasil XV    | 3       | 3       | 0         | 0        | 100.0%         | 84-15           |
| EP Elephants        | 1       | 1       | 0         | 0        | 100.0%         | 54-15           |
| Falcons             | 2       | 2       | 0         | 0        | 100.0%         | 122-19          |
| Griffons            | 2       | 2       | 0         | 0        | 100.0%         | 27-13           |
| Leopards            | 1       | 1       | 0         | 0        | 100.0%         | 42-10           |
| Olimpia Lions       | 5       | 5       | 0         | 0        | 100.0%         | 77-13           |
| Peñarol Rugby       | 5       | 3       | 0         | 2        | 60.0%          | 46-17           |
| Selknam Rugby       | 5       | 2       | 0         | 3        | 40.0%          | 68-8            |
| SWD Eagles          | 1       | 1       | 0         | 0        | 100.0%         | 83-3            |
| UBC Old Boys Ravens | 1       | 1       | 0         | 0        | 100.0%         | 80-10           |
| Total               | 33      | 28      | 0         | 5        | 84.84%         | -               |

## Jugadores destacados
En Los Pumas
| Jugador               | Posición    | Juegos disputados |
| Ignacio Ruiz          | Hooker      | 4                 |
| Mayco Vivas           | Pilar       | 17                |
| Joel Sclavi           | Pilar       | 9                 |
| Juan Pablo Zeiss      | Pilar       | 7                 |
| Juan Martín González  | Flanker     | 20                |
| Francisco Gorrissen   | Flanker     | 2                 |
| Pedro Rubiolo         | Flanker     | 1                 |
| Joaquín Oviedo        | Octavo      | 1                 |
| Felipe Ezcurra        | Medio Scrum | 16                |
| Tomás Albornoz        | Apertura    | 3                 |
| Santiago Chocobares   | Centro      | 5                 |
| Sebastián Cancelliere | Wing        | 7                 |
| Ignacio Mendy         | Fullback    | 1                 |